# Axel Tuanzebe
Axel Tuanzebe (Bunia, 14 novembre 1997) è un calciatore congolese (Repubblica Democratica del Congo) con cittadinanza inglese, difensore del Burnley e della nazionale congolese.

## Biografia
Nasce a Bunia nella Repubblica Democratica del Congo, tuttavia all'età di otto anni si trasferisce con i suoi genitori a Rochdale in Inghilterra. Nell'estate del 2018 Tuanzebe ha stabilito il record del mondo per la più veloce vittoria in una partita di "Mangia Ippo", concludendola in 17.63 secondi.

## Caratteristiche tecniche
È un difensore centrale di piede destro capace di giocare anche da terzino e da mediano. Molto fisico, abile nei tackle e negli anticipi difensivi, per le sue caratteristiche è stato paragonato a giocatori come Eric Bailly e Javi Martínez.

## Carriera

### Club

#### Manchester United ed i prestiti all'Aston Villa
Entrato a far parte nel settore giovanile del Manchester Utd nel 2006, esordisce in prima squadra il 29 gennaio 2017, nel corso della partita vinta per 4-0 contro il Wigan, valida per il quarto turno di FA Cup, sostituendo al 68º minuto Timothy Fosu-Mensah. Il 3 febbraio rinnova con i red devils fino al 2020, ma complici gli infortuni, non trova molto spazio. Riesce a tornare in campo il 7 maggio 2017 giocando da titolare il match di Premier League perso contro l'Arsenal.
La stagione seguente non riesce a trovare tanto spazio tra i ranghi del club, tuttavia il 5 dicembre 2017 compie il proprio debutto in UEFA Champions League contro il CSKA Mosca.
Il 25 gennaio 2018 viene ceduto in prestito fino al termine della stagione all'Aston Villa. Tuttavia, a causa di un altro infortunio, è stato in grado di fare solo cinque presenze prima di tornare a Manchester. Il 6 agosto 2018, dopo aver partecipato alla tournée pre-campionato del Manchester Utd negli Stati Uniti d'America, si trasferisce nuovamente in prestito all'Aston Villa. Durante la sua seconda esperienza con i villans riesce a trovare più spazio riuscendo, il 27 maggio 2019, ad ottenere la promozione in Premier League.
A fine prestito fa ritorno al Manchester United, restandovi per 2 stagioni trovando poco spazio, riuscendo tuttavia a diventare il più giovane calciatore dello United ad indossare la fascia da capitano, in occasione della vittoria contro il Rochdale valida per la EFL Cup.
L'8 agosto 2021 viene nuovamente ceduto in prestito all'Aston Villa. Dopo avere trovato spazio sotto la gestione di Dean Smith, con l'arrivo di Steven Gerrard sulla panchina dei villains viene relegato in panchina.

#### Napoli
Dopo aver ottenuto soltanto nove presenze con l'Aston Villa, il 7 gennaio 2022, viene ufficializzato il suo passaggio in prestito secco oneroso di 500mila euro, al Napoli. Esordisce in maglia azzurra due giorni dopo, subentrando negli ultimi minuti della sfida contro la Sampdoria, vinta 1-0 dai partenopei. Tuttavia al Napoli non trova molto spazio quindi a fine stagione i partenopei non riscattano il giocatore e torna nuovamente al Manchester United.

#### Stoke City
Il 31 gennaio 2023, Tuanzebe viene ceduto nuovamente in prestito, stavolta allo Stoke City, nella Championship, fino alla fine della stagione. Tuttavia, colleziona solo cinque presenze fra campionato e coppa nazionale, anche a causa di un infortunio.
Rientrato al Manchester United a fine stagione, il difensore lascia il club in seguito alla scadenza naturale del suo contratto.

#### Ipswich
L'8 settembre 2023, Tuanzebe passa a parametro zero all'Ipswich Town, sempre nella seconda serie inglese, con cui firma un contratto annuale, con opzione per un'ulteriore stagione.

### Nazionale
Dopo aver giocato con Under-19 e Under-20, debutta con l'Under-21 del suo paese il 10 novembre 2017, in occasione della partita vinta per 0-2 contro l'Ucraina, valida per le qualificazioni all'Europeo 2019.
Successivamente decide di rappresentare la RD del Congo, nazionale delle sue origini, con cui esordisce il 6 giugno 2024 nella gara pareggiata 1-1 in casa del Senegal.

## Statistiche

### Presenze e reti nei club
Statistiche aggiornate al 4 maggio 2024.
| Stagione              | Squadra               | Campionato            | Campionato | Campionato | Coppe nazionali | Coppe nazionali | Coppe nazionali | Coppe continentali | Coppe continentali | Coppe continentali | Altre coppe | Altre coppe | Altre coppe | Totale | Totale | Totale |
| Stagione              | Squadra               | Comp                  | Pres       | Reti       | Comp            | Pres            | Reti            | Comp               | Pres               | Reti               | Comp        | Pres        | Reti        | Pres   | Reti   |        |
| --------------------- | --------------------- | --------------------- | ---------- | ---------- | --------------- | --------------- | --------------- | ------------------ | ------------------ | ------------------ | ----------- | ----------- | ----------- | ------ | ------ | ------ |
| 2016-2017             | Manchester Utd        | PL                    | 4          | 0          | FACup+CdL       | 1+0             | 0               | UEL                | 0                  | 0                  | -           | -           | -           | 5      | 0      |        |
| 2017-gen. 2018        | Manchester Utd        | PL                    | 1          | 0          | FACup+CdL       | 0+1             | 0               | UCL                | 1                  | 0                  | -           | -           | -           | 3      | 0      |        |
| gen.-giu. 2018        | Aston Villa           | FLC                   | 5          | 0          | FACup+CdL       | -               | -               | -                  | -                  | -                  | -           | -           | -           | 5      | 0      |        |
| 2018-2019             | Aston Villa           | FLC                   | 25+3       | 0          | FACup+CdL       | 0+2             | 0               | -                  | -                  | -                  | -           | -           | -           | 30     | 0      |        |
| 2019-2020             | Manchester Utd        | PL                    | 5          | 0          | FACup+CdL       | 0+2             | 0               | UEL                | 3                  | 0                  | -           | -           | -           | 10     | 0      |        |
| 2020-2021             | Manchester Utd        | PL                    | 9          | 0          | FACup+CdL       | 1+1             | 0               | UCL+UEL            | 5+3                | 0                  | -           | -           | -           | 19     | 0      |        |
| 2021-gen. 2022        | Aston Villa           | PL                    | 9          | 0          | FACup+CdL       | 0+2             | 0               | -                  | -                  | -                  | -           | -           | -           | 11     | 0      |        |
| Totale Aston Villa    | Totale Aston Villa    | Totale Aston Villa    | 39+3       | 0          |                 | 4               | 0               |                    | -                  | -                  |             | -           | -           | 46     | 0      |        |
| gen.-giu. 2022        | Napoli                | A                     | 1          | 0          | CI              | 1               | 0               | UEL                | -                  | -                  | -           | -           | -           | 2      | 0      |        |
| 2022-gen. 2023        | Manchester Utd        | PL                    | 0          | 0          | FACup+CdL       | 0               | 0               | UEL                | 0                  | 0                  | -           | -           | -           | 0      | 0      |        |
| Totale Manchester Utd | Totale Manchester Utd | Totale Manchester Utd | 19         | 0          |                 | 6               | 0               |                    | 12                 | 0                  |             | -           | -           | 37     | 0      |        |
| gen.-giu. 2023        | Stoke City            | FLC                   | 4          | 0          | FACup+CdL       | 1+0             | 0+0             | -                  | -                  | -                  | -           | -           | -           | 5      | 0      |        |
| 2023-2024             | Ipswich Town          | FLC                   | 18         | 0          | FACup+CdL       | 2+1             | 1+0             | -                  | -                  | -                  | -           | -           | -           | 21     | 1      |        |
| Totale carriera       | Totale carriera       | Totale carriera       | 84         | 0          |                 | 15              | 1               |                    | 12                 | 0                  |             | -           | -           | 111    | 1      |        |

### Cronologia presenze e reti in nazionale
| Cronologia completa delle presenze e delle reti in nazionale ― RD del Congo | Cronologia completa delle presenze e delle reti in nazionale ― RD del Congo | Cronologia completa delle presenze e delle reti in nazionale ― RD del Congo | Cronologia completa delle presenze e delle reti in nazionale ― RD del Congo | Cronologia completa delle presenze e delle reti in nazionale ― RD del Congo | Cronologia completa delle presenze e delle reti in nazionale ― RD del Congo | Cronologia completa delle presenze e delle reti in nazionale ― RD del Congo | Cronologia completa delle presenze e delle reti in nazionale ― RD del Congo |
| Data                                                                        | Città                                                                       | In casa                                                                     | Risultato                                                                   | Ospiti                                                                      | Competizione                                                                | Reti                                                                        | Note                                                                        |
| --------------------------------------------------------------------------- | --------------------------------------------------------------------------- | --------------------------------------------------------------------------- | --------------------------------------------------------------------------- | --------------------------------------------------------------------------- | --------------------------------------------------------------------------- | --------------------------------------------------------------------------- | --------------------------------------------------------------------------- |
| 6-6-2024                                                                    | Diamniadio                                                                  | Senegal                                                                     | 1 – 1                                                                       | RD del Congo                                                                | Qual. Mondiali 2026                                                         | -                                                                           |                                                                             |
| 6-9-2024                                                                    | Kinshasa                                                                    | RD del Congo                                                                | 1 – 0                                                                       | Guinea                                                                      | Qual. Coppa d'Africa 2025                                                   | -                                                                           |                                                                             |
| 9-9-2024                                                                    | Dar-es-Salaam                                                               | Etiopia                                                                     | 0 – 2                                                                       | RD del Congo                                                                | Qual. Coppa d'Africa 2025                                                   | -                                                                           |                                                                             |
| Totale                                                                      |                                                                             | Presenze                                                                    | 3                                                                           |                                                                             | Reti                                                                        | 0                                                                           |                                                                             |

| Cronologia completa delle presenze e delle reti in nazionale ― Inghilterra under 21 | Cronologia completa delle presenze e delle reti in nazionale ― Inghilterra under 21 | Cronologia completa delle presenze e delle reti in nazionale ― Inghilterra under 21 | Cronologia completa delle presenze e delle reti in nazionale ― Inghilterra under 21 | Cronologia completa delle presenze e delle reti in nazionale ― Inghilterra under 21 | Cronologia completa delle presenze e delle reti in nazionale ― Inghilterra under 21 | Cronologia completa delle presenze e delle reti in nazionale ― Inghilterra under 21 | Cronologia completa delle presenze e delle reti in nazionale ― Inghilterra under 21 |
| Data                                                                                | Città                                                                               | In casa                                                                             | Risultato                                                                           | Ospiti                                                                              | Competizione                                                                        | Reti                                                                                | Note                                                                                |
| ----------------------------------------------------------------------------------- | ----------------------------------------------------------------------------------- | ----------------------------------------------------------------------------------- | ----------------------------------------------------------------------------------- | ----------------------------------------------------------------------------------- | ----------------------------------------------------------------------------------- | ----------------------------------------------------------------------------------- | ----------------------------------------------------------------------------------- |
| 10-11-2017                                                                          | Kiev                                                                                | Ucraina under 21                                                                    | 0 – 2                                                                               | Inghilterra under 21                                                                | Qual. Europeo Under-21 2019                                                         | -                                                                                   | 56’                                                                                 |
| Totale                                                                              |                                                                                     | Presenze                                                                            | 1                                                                                   |                                                                                     | Reti                                                                                | 0                                                                                   |                                                                                     |